# Turisme i Island
Turisme i Island består i høj grad af turister fra USA, Storbritannien og Tyskland, samt andre steder i Europa. Området har fået markant økonomisk betydning i løbet siden år 2000. I 2016 blev det anslået, at turistindustrien bidrog med omkring 10 % til Islands bruttonationalprodukt; antallet af udenlandske besøgende oversteg 2.000.000 for første gang i 2017, og turismen står for næsten 30 % af landets eksportindtægter.

## Historie
Ydelser til udenlandske turister udgjorde i mange år en ubetydelig del af den islandske økonomi og bidrog sjældent med mere end 2 % til BNP – selv længe efter international luftrejse blev almindelig. Indtil begyndelsen af 1980’erne steg antallet af udenlandske turister langsomt og ujævnt og oversteg aldrig 80.000 på ét år, og i mange år derefter holdt væksten kun netop trit med antallet af islændinge, der rejste til og fra landet. Dette ændrede sig omkring år 2000, hvor antallet af besøgende for første gang oversteg den samlede befolkning – cirka 300.000.
Få år senere begyndte turismen i Island at opleve en markant vækst, som fortsætter den dag i dag. Antallet af udenlandske besøgende voksede i gennemsnit med 6 % om året mellem 2003 og 2010, og med omkring 20 % om året mellem 2010 og 2014. I 2015 fortsatte denne hurtige vækst, og antallet af besøgende oversteg allerede 1 million i perioden januar til oktober. Ifølge den islandske turiststyrelse steg antallet af overnatninger blandt udenlandske besøgende fra 595.000 i 2000 til 2,1 millioner i 2010, og videre til 4,4 millioner i 2014.
I 2014 arbejdede 21.600 personer i turismerelaterede erhverv, svarende til næsten 12 % af den samlede arbejdsstyrke, og turismens direkte bidrag til BNP lå tæt på 5 %.

## Turistdemografi
Island er kendt for sin uberørte natur og særegne atmosfære.
Landet modtager flest turister om sommeren (juni–august). I 2014 ankom omkring 42 % af turisterne i sommermånederne, hvilket dog var en lille procentvis nedgang i forhold til de to foregående år, da vinterturismen voksede med over 4 % i samme periode.
I 2014 var Islands største turistmarkeder:
- Central- og Sydeuropa
- Nordamerika
- Storbritannien
- Norden

De fem største enkeltlande var:
- Storbritannien
- USA
- Tyskland
- Frankrig
- Norge

Canada havde den største procentvise vækst mellem 2013 og 2014 – over 60 % stigning på ét år.

## Overturisme
Overturisme i Island skyldes både den enorme stigning i antallet af besøgende og deres koncentration i et lille område af landet. Over 98 % af alle besøgende til Island ankommer gennem Keflavík Airport, kun 45 minutters kørsel fra Reykjavik. Mange bruger byen som et kort ophold på en transatlantisk rejse og begrænser deres besøg til populære nærliggende steder som Den Blå Lagune og Den Gyldne Cirkel.
Denne turistbølge, centreret omkring Reykjavik og det sydlige Island, har skabt flere udfordringer:
- Antallet af hotelværelser i Reykjavik har ikke fulgt med stigningen i turister og er steget med henholdsvis 42 % og 264 % i samme periode.[11] Kortsigtede udlejninger via platforme som Airbnb har dækket efterspørgslen, men har samtidig øget boligpriserne, fortrængt lokale beboere fra det centrale Reykjavik og ændret byens infrastruktur, så den i højere grad henvender sig til turister frem for fastboende.[12]
- I byen Akureyri, hvor antallet af krydstogtskibe steg med 91 % mellem 2015 og 2019, er de økonomiske gevinster ikke fulgt med. Lokale caféer oplevede kun en stigning på 3,5 % i omsætning under krydstogtsanløb, og restauranter blot 1 %.[13]
- Lokale faciliteter og store turistmål har svært ved at følge med det stigende antal gæster. Vandrestier bliver nedslidte, veje som nu rutinemæssigt bruges af turistbusser forværres,[14] og besøgende skader ofte sarte økosystemer – som f.eks. mosset i nationalparken Þingvellir.[15]

## Turistattraktioner
Ifølge en undersøgelse udført af den islandske turiststyrelse i 2014 er de følgende 10 destinationer de mest besøgte i Island, ud af 39 specifikt nævnte i undersøgelsen (procentangivelserne viser andelen af alle udenlandske turister, der har besøgt den pågældende destination, og relaterer sig til sommersæsonen, da nogle af stederne er mindre tilgængelige om vinteren).
| Rang | Destination                   | Percentage |
| ---- | ----------------------------- | ---------- |
| 1    | Hovedstadsregionen            | 97.0%      |
| 2    | Geysir/Gullfoss               | 59.4%      |
| 3    | Þingvellir                    | 50.4%      |
| 4    | Vík í Mýrdal                  | 47.4%      |
| 5    | Skógar                        | 43.6%      |
| 6    | Jökulsárlón (gletscherlagune) | 42.3%      |
| 7    | Skaftafell                    | 40.3%      |
| 8    | Akureyri                      | 36.2%      |
| 9    | Mývatn                        | 34.0%      |
| 10   | Blå Lagune                    | 31.5%      |

Island har tre steder på UNESCO's Verdensarvsliste; Surtsey Þingvellir og Nationalparken Vatnajökull.
Det er især øens natur, der tiltrækker turister, og dette inkluderer øens mange vulkaner, gletschere og vandfald, samt den største skov Hallormsstaðaskógur, Diamantcirklen (turistrute der inkluderer Húsavik, Mývatn, Ásbyrgi og Dettifoss). Derudover er Islands historie et trækplaster, særligt bosættelsen i vikingetiden, der bl.a. bliver formidlet på Víkingaheimar og Reykjavík 871±2 samt Islands Nationalmuseum.

## Tuister efter land
Størstedelen af turisterne til Island kommer via Keflavik Lufthavn, og de mest almindelige nationaliteter er:
| Rang | Land           | 2015      | 2016      | 2017      | 2018      | 2019      | 2020    | 2021    | 2022      |
| ---- | -------------- | --------- | --------- | --------- | --------- | --------- | ------- | ------- | --------- |
| 1    | USA            | 242,805   | 415,287   | 576,403   | 694,814   | 464,059   | 50,958  | 227,093 | 458,014   |
| 2    | Storbritannien | 241,024   | 316,395   | 322,543   | 297,963   | 261,805   | 100,147 | 54,637  | 229,843   |
| 3    | Tyskland       | 103,384   | 132,789   | 155,813   | 139,155   | 132,155   | 44,447  | 63,775  | 131,812   |
| 4    | Canada         | 46,654    | 83,144    | 103,026   | 99,715    | 69,947    | 6,954   | 7,300   | 43,648    |
| 5    | Frankrig       | 65,822    | 85,221    | 100,374   | 97,224    | 97,507    | 28,188  | 36,560  | 89,376    |
| 6    | Polen          | 27,079    | 39,613    | 66,299    | 91,463    | 93,726    | 40,479  | 52,041  | 83,683    |
| 7    | Kina           | 47,643    | 66,781    | 86,003    | 89,495    | 99,253    | 16,380  | 5,988   | 20,752    |
| 8    | Spanien        | 27,166    | 39,183    | 57,971    | 65,589    | 59,141    | 11,067  | 19,565  | 50,736    |
| 9    | Danmark        | 49,225    | 49,951    | 53,240    | 51,019    | 49,280    | 23,218  | 24,239  | 58,746    |
| 10   | Sverige        | 43,096    | 54,515    | 56,229    | 49,316    | 39,853    | 5,329   | 7,719   | 30,447    |
|      | Total          | 1,261,938 | 1,767,726 | 2,195,271 | 2,315,925 | 1,986,153 | 482,108 | 687,691 | 1,696,785 |